# Tina Yothers
Tina Yothers, née le 5 mai 1973 à Whittier e Californie (États-Unis, est une actrice américaine.

## Filmographie
- 1981 : The Cherokee Trail (TV) : Peg Breydon
- 1982 à 1989 : Sacrée famille (Family Ties, série TV) : Jennifer Keaton
- 1982 : L'Usure du temps (Shoot the Moon) : Molly Dunlap
- 1983 : Your Place... or Mine (TV)
- 1985 : Family Ties Vacation (TV) : Jennifer Keaton
- 1988 : Auto-école en folie (Crash Course) (TV) : Alice Santini
- 1988 : Mickey's 60th Birthday (TV) : Jennifer Keaton
- 1990 : Laker Girls (TV) : Tracy
- 1993 : Spunk: The Tonya Harding Story (TV) : Tonya Harding
- 1995 : A Perry Mason Mystery: The Case of the Jealous Jokester (TV) : Claire Howard